# Drukpa
Le Drukpa (Tib. druk "dragon", pa "personne", impliquant l'idée d'"école", dzongkha : འབྲུག་པ་དཀར་བརྒྱུད) est une des écoles majeures de la tradition Kagyupa du Bouddhisme tibétain. Au sein de la lignée Drukpa, il y a diverses sous-écoles, la plupart réparties dans le Kham au Tibet oriental. Au Bhoutan la lignée Drukpa est l'école dominante et religion d'État.

## Fondation
L'école Drukpa a été fondée dans l'ouest du Tibet par Tsangpa Gyare (1161-1211) qui enseigna le Bouddhisme vajrayana, la mahamudra et les six yogas de Naropa au début. En tant que tertön, ou chercheur de reliques, il découvrit le texte de Six Equal Tastes, précédemment caché par Rechungpa, un étudiant de Milarépa. Durant un pèlerinage Tsangpa Gyare et ses disciples eurent la vision de neuf dragons hurlant dans le ciel et sur la terre. Depuis cet incident, ils nommèrent leurs écoles Drukpa.

## Organisation
Au Bhoutan l'école est dirigée par le roi du Bhoutan et Je Khenpo, qui est le chef du Central Monk Body. Les deux sont les dirigeants de l'école Drukpa.
En dehors du Bhoutan l'ordre est régi par Jigme Pema Wangchen, la 12e incarnation de Gyalwang Drukpa, à l'exception du Kham, où Khamtrul Rinpoché a été traditionnellement le régent de la lignée.